# Distretto di Etimesgut
Il distretto di Etimesgut (in turco Etimesgut ilçesi) è uno dei distretti della provincia di Ankara, in Turchia. Parte del distretto è compresa nel comune metropolitano di Ankara.